# Kinh thánh Douay-Rheims

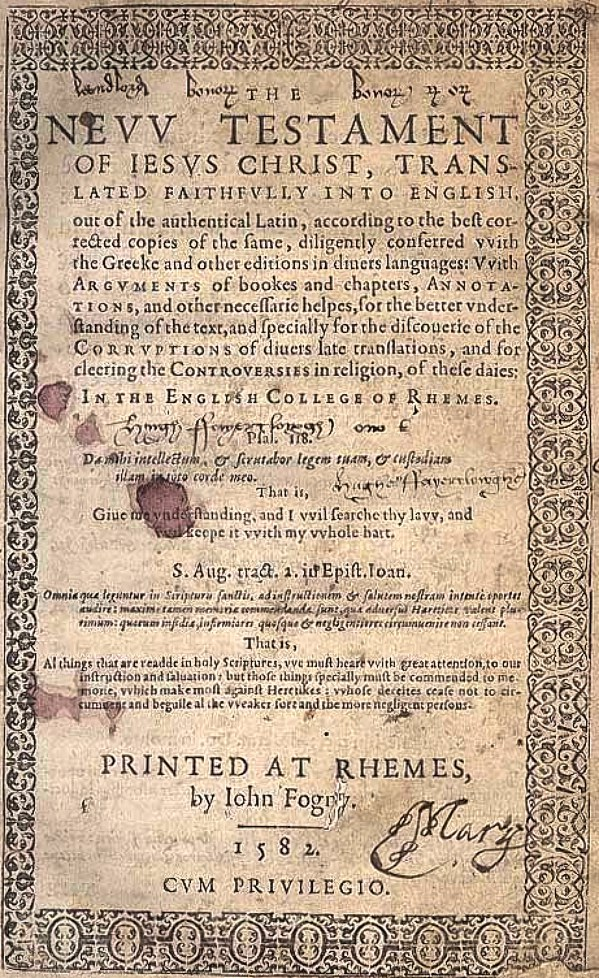
Bản dịch Tân Ước của Douai-Rheims

Kinh thánh Douay-Reims, (phát âm /ˌduːeɪ/ hoặc /ˌdaʊ.eɪ ˈriːmz/; còn gọi là Tân Ước Rheims, hoặc Kinh Thánh của Douai hay Douay-Rheims, viết tắt là D-R và DRB) là bản dịch Kinh Thánh bằng tiếng Anh được biên soạn từ Kinh thánh Vulgate trong tiếng Latinh, do các thành viên của Trường Cao đẳng Anh ngữ Douai phục vụ Giáo hội Công giáo. Các học giả Công giáo La Mã sống lưu vong từ nước Anh ở Douai (trước đó là vùng Hà Lan thuộc Tây Ban Nha nhưng về sau này là một phần của Pháp). 
Bản dịch Tân Ước được xuất bản vào năm 1582 tại Reims, nơi trường Đại học Anh ngữ tạm thời chuyển đi vào năm 1578. Cựu Ước được dịch ngay sau đó nhưng mãi đến năm 1609–1610 ở Douai mới được xuất bản. Đây là bản dịch được người Công giáo nói tiếng Anh sử dụng trong suốt 350 năm và chỉ được thay thế dần khi ấn bản Kinh Thánh mới của Giáo hội Công giáo chính thức xuất bản vào thập niên 1970.
Mục đích của bản dịch, bao gồm cả phần văn bản và phần chú giải, đều nhắm tới việc bảo vệ truyền thống Công Giáo trước cuộc Cải Cách Tin Lành, cuộc cải cách mà cho tới ngày xuất bản bản dịch này này đã thống trị các cuộc tranh luận học thuật và tôn giáo trong thời kỳ cai trị của Elizabeth I. Vì vậy, bản dịch này là nỗ lực hỗ trợ cho Phong trào Phản Cải cách của những người Công Giáo Anh Quốc.

## Phong cách ngôn ngữ
Kinh thánh Douay-Rheims là bản dịch nghĩa của ấn bản Kinh Thánh Vulgate bằng tiếng Latinh, bản thân nó là bản dịch từ các văn bản bởi Tiếng Hebrew, Tiếng Aram và tiếng Hy Lạp. Vulgate phần lớn được tạo ra do nỗ lực của Thánh Jerome (345–420), người mà bản dịch của ông đã được Hội đồng Trent tuyên bố là bản Latinh đích thực của Kinh thánh.
Trong khi các học giả Công giáo "đồng ý" với các bản gốc tiếng Hebrew và tiếng Hy Lạp, cũng như với "các ấn bản khác bằng những ngôn ngữ đa dạng", mục đích sẵn có của họ là chuyển ngữ theo đúng nghĩa đen từ Vulgate tiếng Latinh, vì lý do chính xác như được nêu trong Lời nói đầu của bản dịch và có xu hướng ở mọi nơi, cú pháp và cả tiếng Latinh.

## Bản sửa đổi Challoner

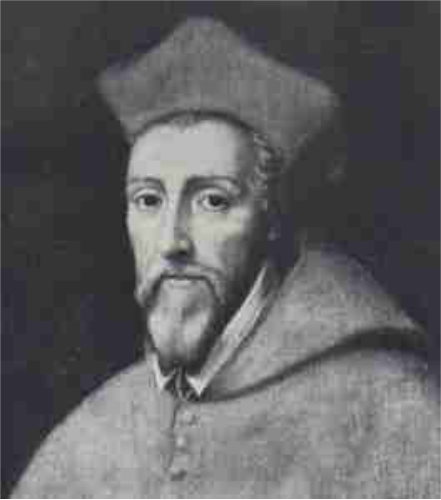
Hồng y William Allen.

Một nhóm cựu học giả ở Oxford, trong số đó có Hồng y William Allen, tiến sĩ Gregory Martin và Thomas Worthington, là người đã cung cấp các chú thích cho sách Cựu Ước. Văn bản này là công trình phiên dịch của George Martin, một nhà nghiên cứu Kinh Thánh Oxford.
Các giáo sĩ tiến hành công việc do Hồng y Allen khởi xướng, nhằm cung cấp cho những người Công giáo nói tiếng Anh một phiên bản Kinh thánh của Công giáo La Mã có thẩm quyền, như một sự thay thế cho một số bản dịch Kinh Thánh Tin lành đang tồn tại sau đó. Việc thực hành Công giáo La Mã từ đó đã hạn chế hiệu quả việc sử dụng Kinh thánh cá nhân, trong Vulgate tiếng Latinh, đối với các giáo sĩ. Phiên bản có nhiều ghi chú luận chiến Kháng Cách phản đối những người theo đạo Tin lành.
Trong suốt thế kỷ 18, Giám mục Richard Challoner đã ban hành một loạt các bản sửa đổi (1749–72) nhằm mục đích để giảm thiểu các chữ tối nghĩa và làm cho bản dịch dễ hiểu hơn, và các ấn bản tiếp theo dựa trên bản sửa đổi này cho đến tận thế kỷ 20. Ảnh hưởng của tiếng Latinh trong bản Douay-Rheims được thấy rõ. Bản Douay-Rheims còn ảnh hưởng đến các dịch giả của bản King James.

## Các bản dịch ngày nay
Bản dịch Douay-Rheims trở nên bộ Kinh Thánh căn bản cho người Công giáo nói tiếng Anh trên ba trăm năm. Có một vài tính toán sửa đổi trong bản dịch nghĩa nhưng nó không thể so với bản gốc Douay-Rheims. Vào năm 1941, bản dịch Tân Ước của Confraternity được công bố. Đây là một chuyển dịch mới, mà giống như bản Douay-Rheims, được dựa trên bản Vulgate và được so sánh với tiếng nguyên thủy.